# Černé indie
Černé indie (1877, Les Indes noires) je méně známý vědeckofantastický román francouzského spisovatele Julesa Verna z jeho cyklu Podivuhodné cesty (Les Voyages extraordinaires).

## Obsah románu
Kniha má poněkud podivný název, který nemá nic společného s Indií. Jde totiž o překlad anglického výrazu „black indies“, kterým se označují rozsáhlé britské uhelné revíry. A román se také skutečně odehrává na Britských ostrovech, konkrétně ve skotském hrabství Stirlingshire. Jules Verne v něm popisuje vznik a historii ideálního hornického města Coal-City (Uhelné město), vybudovaného v jeskyni Nová Aberfoylie. Na počátku příběhu stojí objev rozsáhlých uhelných slojí důlním předákem Šimonem Fordem ve starém vytěženém dole, kde Ford bydlel i se svou rodinou v chatě hluboko pod zemí. Toto bohatství podnítilo důlního inženýra Jamese Starra k výstavbě velikého podzemního města, ve kterém bydleli zaměstnanci dolu i se svými rodinami.
Město leželo 450 metrů pod zemským povrchem na břehu podzemního Malkomského jezera a se světem jej spojoval tunel dlouhý téměř 11 km (dopravu zajišťovala železnice). Srdcem města byla elektrárna. Elektřina se využívala nejen pro svícení, ale také k těžbě uhlí. Pro věřící zde byla na přirozené terase nad jezerem vybudována kaple. Obyvatelům se ve městě tak líbilo, že jen zřídkakdy vycházeli na povrch.
Vlastní děj románu se točí kolem různých podivných a nebezpečných událostí, které byly obyvateli města nejprve přičítány nadpřirozeným bytostem (důlním skřítkům), ale za kterými ve skutečnosti stál bývalý zaměstnanec dolu Silfax, který se svými cvičenými sovami důl také od jeho uzavření obýval. Nechybí ani milostný motiv (Fordův syn Harry se zamiluje do dívky Nell, která byla nalezena v neprozkoumaných částech jeskyně).

## Ilustrace
Knuhu Černé indie ilustroval Jules Férat.

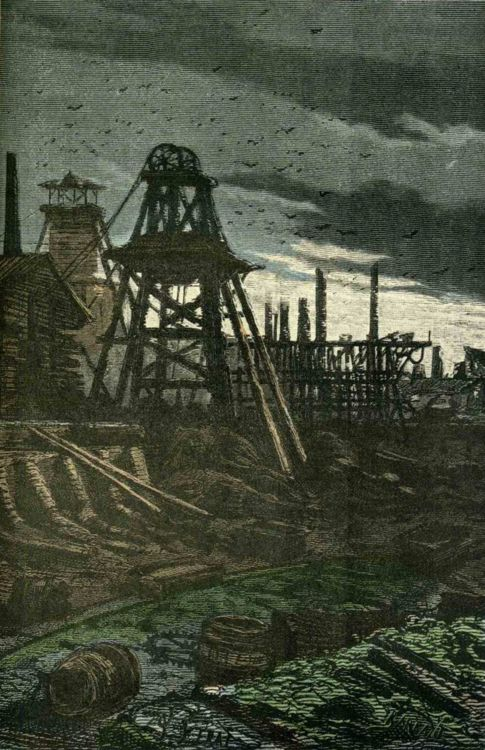
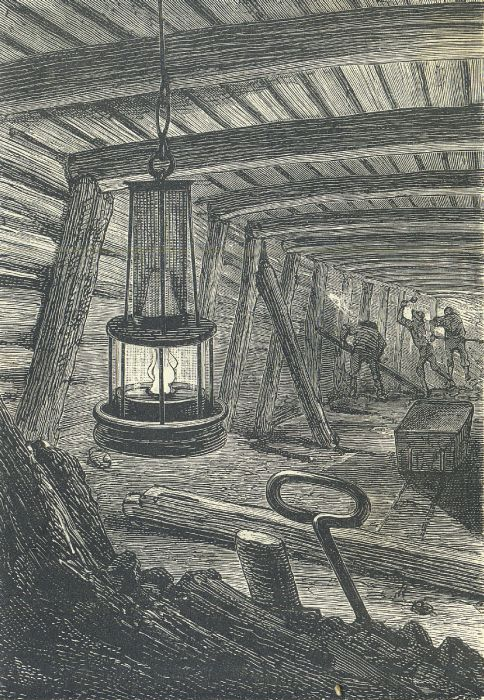
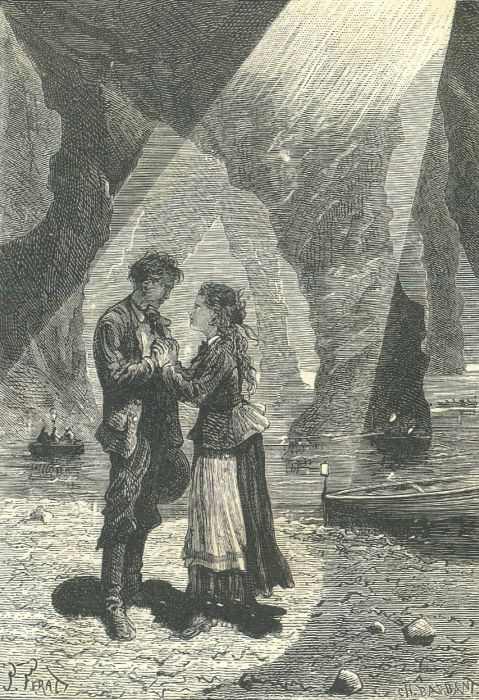
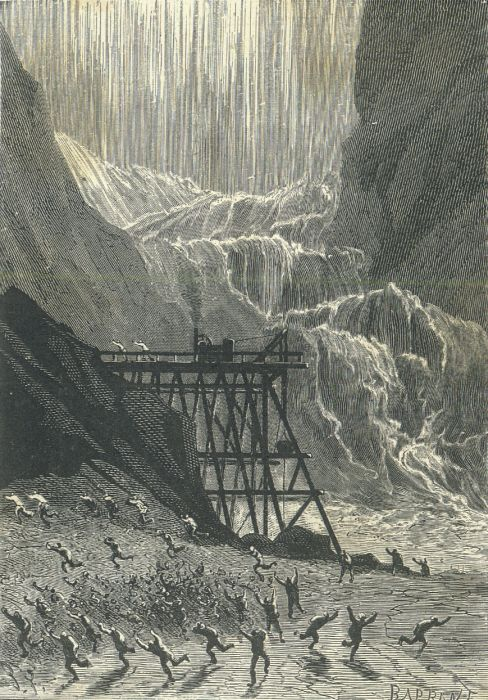

### Rozhlasové zpracování díla
Podle díla v roce 1984 v Československém rozhlase nahráli hru Přízrak Dochartovy šachty.

## Česká vydání
- Černá Indie, František Kytka, Praha 1877, dle J. Vernea volně vzdělal P. Š. T-ý (tj. Pavel J. Šulc), Dostupné online.
- Černé Indie, Josef R. Vilímek, Praha 1893, přeložil František Serafínský Procházka, znovu 1906.
- Černé Indie, Eduard Beaufort, Praha 1911, přeložil A. K. Rosa,
- Černé Indie, Josef R. Vilímek, Praha 1928, přeložil František Serafínský Procházka, znovu 1937.
- Zelený paprsek, Černé Indie, Mustang, Plzeň 1995,
- Černé Indie, Návrat, Brno 1998, přeložil František Serafínský Procházka, znovu 2007.
- Černé Indie, Omega, Praha 2016, přeložil František Serafínský Procházka.